# Apamea versicolor
Apamea versicolor là một loài bướm đêm trong họ Noctuidae.